# Fangchenggang
Fangchenggang (防城港 ; pinyin : Fángchénggǎng) est une ville du sud de la région autonome du Guangxi en Chine.

## Subdivisions administratives
La ville-préfecture de Fangchenggang exerce sa juridiction sur quatre subdivisions - deux districts, une ville-district et un xian :
- le district de Gangkou - 港口区 Gǎngkǒu Qū ;
- le district de Fangcheng - 防城区 Fángchéng Qū ;
- la ville de Dongxing - 东兴市 Dōngxīng Qū ;
- le xian de Shangsi - 上思县 Shàngsī Xiàn.

## Démographie
La population du district était de 866 900 habitants en 2010.